# Carpineto della Nora
Carpineto della Nora ist eine Gemeinde mit 521 Einwohnern und liegt in der Nähe von Vicoli und Brittoli in der Provinz Pescara.

## Geografie
Zu den Ortsteilen (Fraktionen) zählen Boschetto, La Fara, Maddalena, San Bartolomeo Superiore und Santa Lucia. 
Die Nachbargemeinden sind: Brittoli, Civitella Casanova, Ofena, Vicoli, Villa Celiera und Villa Santa Lucia degli Abruzzi.

## Sehenswürdigkeiten
Die Abtei San Bartolomeo in Carpineto della Nora wurde im 12. Jahrhundert erbaut und seither mehrmals restauriert.

## Kulinarische Spezialitäten
In der Umgebung der Gemeinde werden Reben der Sorte Montepulciano für den DOC-Wein Montepulciano d’Abruzzo angebaut.